# Villing
Villing (Duits: Willingen in Lothringen ) is een gemeente in het Franse departement Moselle (regio Grand Est) en telt 459 inwoners (2004). De plaats maakt deel uit van het arrondissement Forbach-Boulay-Moselle.

## Geografie
De oppervlakte van Villing bedraagt 4,9 km², de bevolkingsdichtheid is 93,7 inwoners per km².
De onderstaande kaart toont de ligging van Villing met de belangrijkste infrastructuur en aangrenzende gemeenten.

## Demografie
Onderstaande figuur toont het verloop van het inwonertal (bron: INSEE-tellingen).